# XLR-89-5
XLR-89-5 – amerykański silnik rakietowy. Oznaczenie producenta: MA-2. Był stosowany w członie Atlas B wielu rakiet z rodziny Atlas. Używany w latach 50. i 60. Napędzany naftą i ciekłym tlenem.